# Władysław Żeleński
Władysław Marcjan Mikołaj Żeleński (6. července 1837 Grodkowice – 23. ledna 1921 Krakov) byl polský skladatel, klavírista, varhaník, pedagog a organizátor hudebního života.

## Život
Narodil se v Grodkowicích jako syn statkáře z malé polské šlechty. Jeho otec byl zavražděn 23. února 1846 v průběhu selského povstání, během tzv. haličské řeže, když se snažil zachránit svou manželku. Chlapec od mládí projevoval mimořádné hudební nadání. V Krakově začal hrát na klavír pod vedením Kazimierza Wojciechowského a Jana Germasze a studoval i skladbu u Franciszka Mireckého. Ve věku 20 let měl už Żeleński na svém kontě dva smyčcové kvartety, tria a orchestrální předehry, které osobně dirigoval na koncertě 29. července 1857.
K dalšímu studiu odcestoval roku 1859 do Prahy, kde studoval hru na klavír u Alexandra Dreyschocka a kontrapunkt a hru na varhany u Josefa Krejčího. V roce 1862 získal v Praze také titul doktora filozofie. Mimo jiné zde zkomponoval Pięć śpiewów z królodworskiego rękopisu op. 10 na text Václava Hanky. V letech 1866–1870 dokončil svá studia na pařížské konzervatoři u profesora Napoléona Henri Rebera a později ještě soukromě u Bertholda Damckeho (1812-1875).
V roce 1870 se Władysław Żeleński vrátil do vlasti. Zpočátku působil v Krakově, kde se 30. ledna 1871 konal koncert sestavený z jeho skladeb. Poté přesídlil do Varšavy. Po smrti Stanislawa Moniuszka převzal třídu harmonie a kontrapunktu na varšavské konzervatoři. V roce 1878 působil jako umělecký ředitel Varšavské hudební společnosti .

### Trvale v Krakově
V roce 1881 se vrátil natrvalo do Krakova. Z jeho iniciativy vznikla v Krakově konzervatoř, kde pak byl ředitelem až do své smrti v roce 1921. Kromě toho vedl varhanní třídu a vyučoval teoretické předměty. V roce 1898 byl vyznamenán řádem Františka Josefa I.
Władysław Żeleński zemřel v Krakově 23. ledna 1921 a byl pohřben do rodinné hrobky na Rakowickém hřbitově.

## Dílo

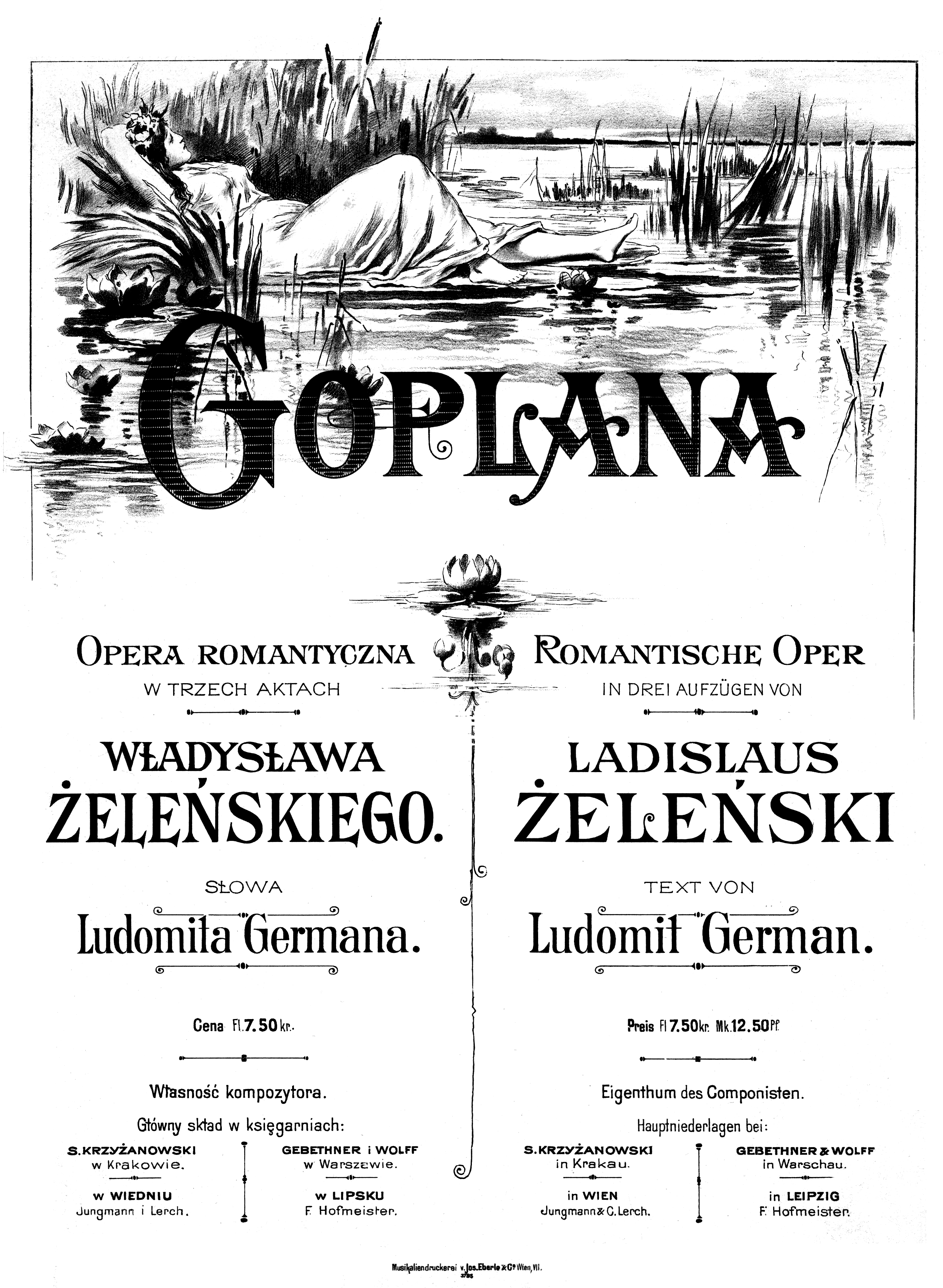
Titulní strana klavírního výtahu opery Goplana.

Żeleńskiho dílo zahrnuje pět smyčcových kvartetů, sextet, 2 tria, klavírní kvartet, skladby pro housle a klavír, klavírní skladby, písně, orchestrální díla a četné písně.

### Opery
- Konrad Wallenrod (libreto Zygmunt Sarnecki a Władyslaw Noskowski podle Adama Mickiewicze, 1885 Lvov)
- Janek (libreto Ludomił German, 1900 Lvov)
- Goplana (libreto Ludomił German podle dramatu Julia Słowackého, 1896 Krakov)
- Stara baśń (libreto Aleksander Bandrowski podle románu Józefa Kraszewského, 1907 Lvov)

### Orchestrální skladby
- W Tatrach op. 27 (1868-70)
- Dźwięki żałobne op. 36, elegické andante pro orchestr
- Echa leśne op. 41, koncertní předehra
- Suita tańców polskich op. 50
- Oda do młodości op. 51
- Koncert pro klavír a orchestr Es-dur op. 60
- 1. symfonie (1871-72)
- 2. symfonie (ok. 1912)

### Komorní hudba
- Smyčcový kvartet E-dur op. 1 (ztraceno?)
- Smyčcový kvartet
- Smyčcový sextet C-dur op. 9
- Lyrický valčík op. 15 pro violoncello a klavír
- Deux morceaux de salon op. 16 pro housle a klavír
- Variace na vlastní téma pro smyčcový kvartet op. 21 (před 1870)
- Klavírní trio op. 22
- Smyčcový kvartet F-dur op. 28
- Romans op. 29 pro housle a klavír
- Taniec fantastyczny op. 29 pro housle a klavír
- Sonáta pro housle a klavír op. 30
- Smyčcový kvartet A-dur op. 42
- Klavírní kvartet c-moll op. 61
- 2. sonáta pro housle a klavír (1917)

### Klavírní skladby
- Dwa tańce polskie op. 3
- Klavírní sonáta op. 5 (před 1859)
- Valse caprice op. 9 (1858)
- Deux morceaux de salon op. 11
- 6 skladeb op. 17
- Humoreska a Gavotta op. 18 (1870-80)
- Klavírní sonáta op. 20
- Deux mazourkas op. 31
- Kołysanka op. 32 pro housle nebo violoncello a klavír
- Grand scherzo de concert op. 35
- Dwa tańce polskie op. 37 pro klavír na 4 ruce
- Prélude-Caprice op. 43 (1888-93)
- Gawot op. 45
- Wielki polonez op. 46
- Reverie op. 48
- Moments d'un carnaval op. 52, valse brillante
- Thème varié op. 62
- Deux morceaux op. 63

### Písně
- Gdy pozdrowię op. 1, slova Stefan Garczyński (cca 1857-1860)
- Moja pieszczotka op. 2, slova Adam Mickiewicz
- Spiewak w obcej stronle op. 3, slova Bohdan Zaleski
- Pajęczyna op. 6, slova Władysław Syrokomla (1857-60)
- Spotkanie się nasze gdzieś daleko op. 7, slova Bohdan Zaleski (1857-60)
- Zakochana op. 7, slova Bohdan Zaleski (1857-60)
- Triolety op. 8, slova Bohdan Zaleski (1859-60)
- W imionniku op. 8, slova Adam Mickiewicz (1859-60)
- Wspomnienie op. 8, slova Bohdan Zaleski (1859-60)
- Pięć śpiewów z królodworskiego rękopisu op. 10, slova Václav Hanka (1861-62)
- Czarna sukienka op. 12, slova Konstanty Gaszyński (1863)
- Do Polek op. 12, slova Franciszek Żygliński (1864?)
- Rojenia wiośniane op. 13, slova Bohdan Zaleski (1864?)
- Mój kwiatek op. 14, slova Mikołaj Bołoz Antoniewicz (1864?)
- Posyłka op. 14, slova Mikołaj Bołoz Antoniewicz (1864?)
- Młodo zaswatana op. 19, slova Bohdan Zaleski (1864?)
- Jaskółka op. 19, slova Teofil Lenartowicz (1864?)
- Łzy op. 19, slova Teofil Lenartowicz (1864?)
- Sen nocy letniej op. 23, slova Miron (1867-70?)
- Pod okienkiem op. 23, slova Miron (1867-70?)
- Dzikie sny op. 24, slova Mieczysław Romanowski (ok. 1870)
- Pieśni Gabrieli op. 25, slova Narcyza Żmichowska (ok. 1871-73)
- Z teki Józefa Kościelskiego op. 26, slova Józef Kościelski (ok. 1877-78)
- 4 písně Kazimierza Tetmajera
- Czy pamiętasz, slova Krzyżanowski (1901)
- Z nieboskiéj komedyi, slova Krzyżanowski (1901)

### Jiné skladby
- Pieśń myśliwska (Chór strzelców) op. 33 pro mužský sbor
- 25 varhaních preludií op. 38
- Kantata na cześć J. I. Kraszewskiego na głosy męskie i orkiestrę (1879)
- Kantata ku uczczeniu zwycięstwa Jana Sobieskiego pod Wiedniem na chór męski i orkiestrę (1883)
- Kantata ku uczczeniu 500 rocznicy założenia Uniwersytetu Jagiellońskiego na chór męski i orkiestrę (1900)
- Pije Kuba do Jakuba, humoreska pro smíšený sbor (1879)
- Boga Rodzico pro smíšený sbor